# 台湾鹿药
台湾鹿药（学名：Maianthemum formosanum）是天门冬科舞鹤草属的植物，是台灣的特有植物。分布于台灣海拔2,000米至3,700米的地区，常生长在林中及阴湿地，目前尚未由人工引种栽培。